# علم رئيس الفلبين

علم الرئيس الفلبيني

يتكوَّن علم رئيس الفلبين (بالفلبينيّة:Watawat ng Pangulo ng Pilipinas) من شعار النَّبَالة الخاص بالرئيسي الفلبيني، مُحاطًا بخلفية زرقاء. وبينما يمتلك العلم نفس تصميم الخِتْم الرئاسي منذ 1947، إلا أنهما امتلكا تاريخين مختلفين قبل ذلك العام، كما أن التصميمات امتلكا أوقات اشتركا فيها بالتأثير في بعضهما البعض. 

## نظرة عامة
ويُعرَض العلم خلف رئيس البلاد عند التقاط الصور الرسمية، كما أنه يوضع بجانب تابوت الرئيس المتوفي خلال جنازته الرسمية، وكذلك يوضع على السيارات في الموكب الرئاسي.
وتم تعريف العلم الرئاسي في الأمر التنفيذي 310 الذي أَمْضَتْ عليه الرئيسة الفلبينية السابقة السابقة جلوريا ماكاباجال أرويو : 
«يتكون علم رئيس دولة الفلبين من شعار النَّبالة الخاص بالرئيس الفلبيني مرسومًا بألوان مناسبة، ومحاطًا بخلفية مستطيلة زرقاء(بدلًا من الدرع الأزرق المستدير). وإن درجة اللون الأزق الخاص بالخلفية يجب أن تكون متطابقة مع درجة اللون الأزرق الخاصة بالعلم الوطني للبلاد الموضح في القانون الجمهوري رقم 8491 تحت عنوان باسم علم وشعارات الدولة الفلبينية. أما إطار العلم فيجب أن تتكون من حرير أصفر معقود. والنسبة بين طول العلم وعرضه يجب أن تكون».
ويتشابه كلٌّ من علم وخِتْم الرئيس الفلبيني مع علم وخِتْم الرئيس الأمريكي.

## الاستخدامات التاريخية

1946-1948
1948-1951
1951-1965
1981-1986
1986-2004

## روابط خارجية
- الختم الرئاسي
- الموقع الرسمي لمكتب رئيس جمهورية الفلبين نسخة محفوظة 2 ديسمبر 2019 على موقع واي باك مشين.